# Vulcão dos Capelinhos

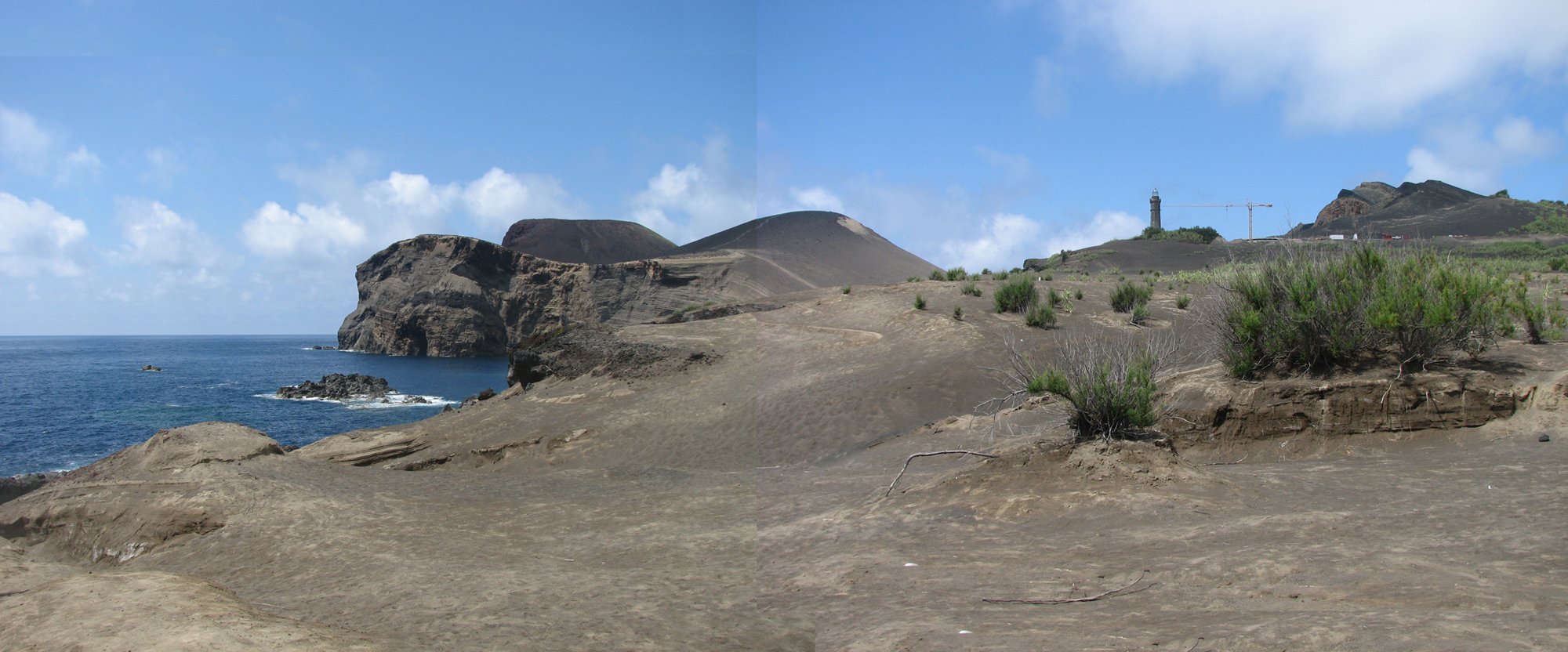
Vista do Vulcão dos Capelinhos, do Cais Comprido. O farol marca o antigo limite da terra firme antes da erupção.

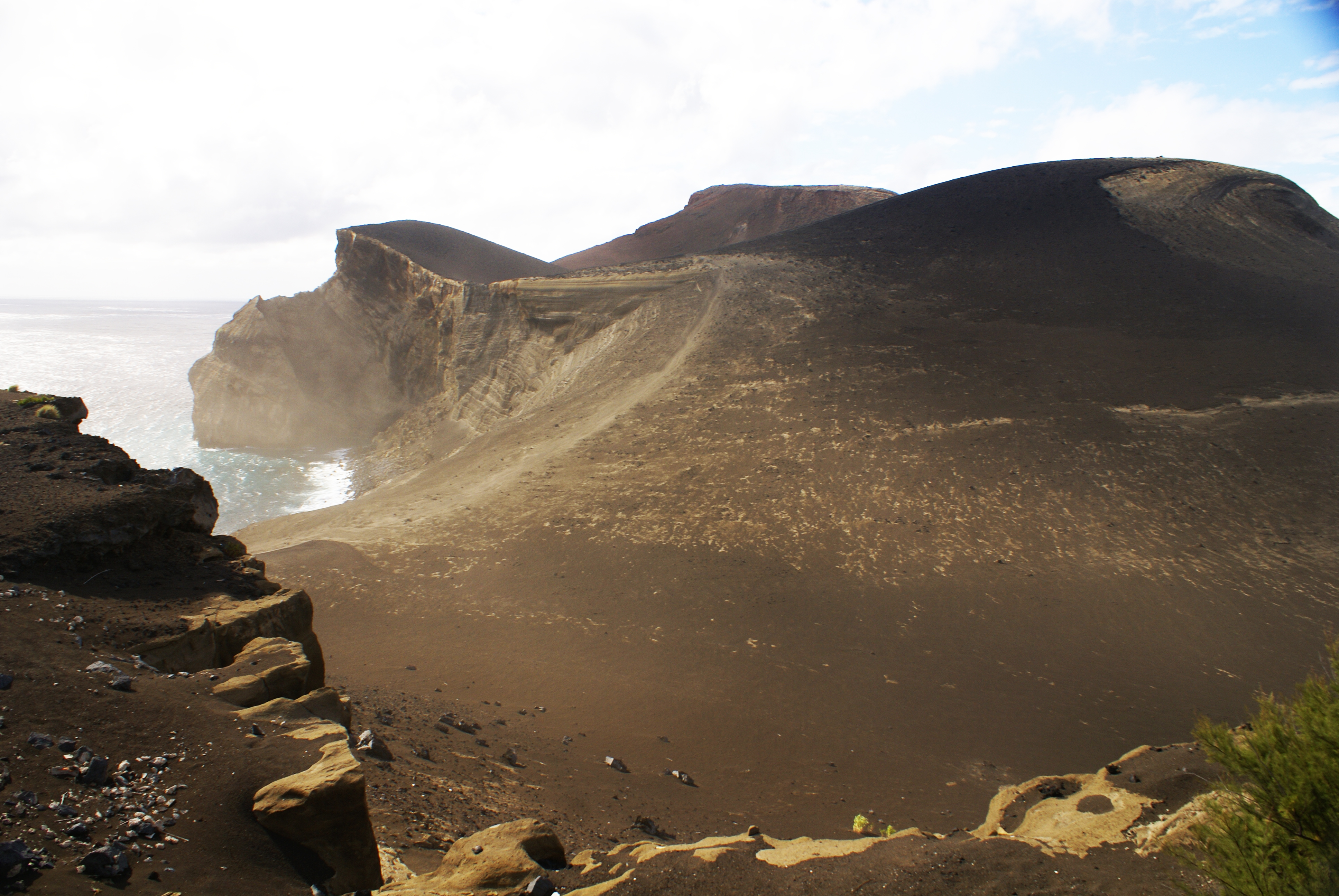
Vulcão dos Capelinhos, areias.

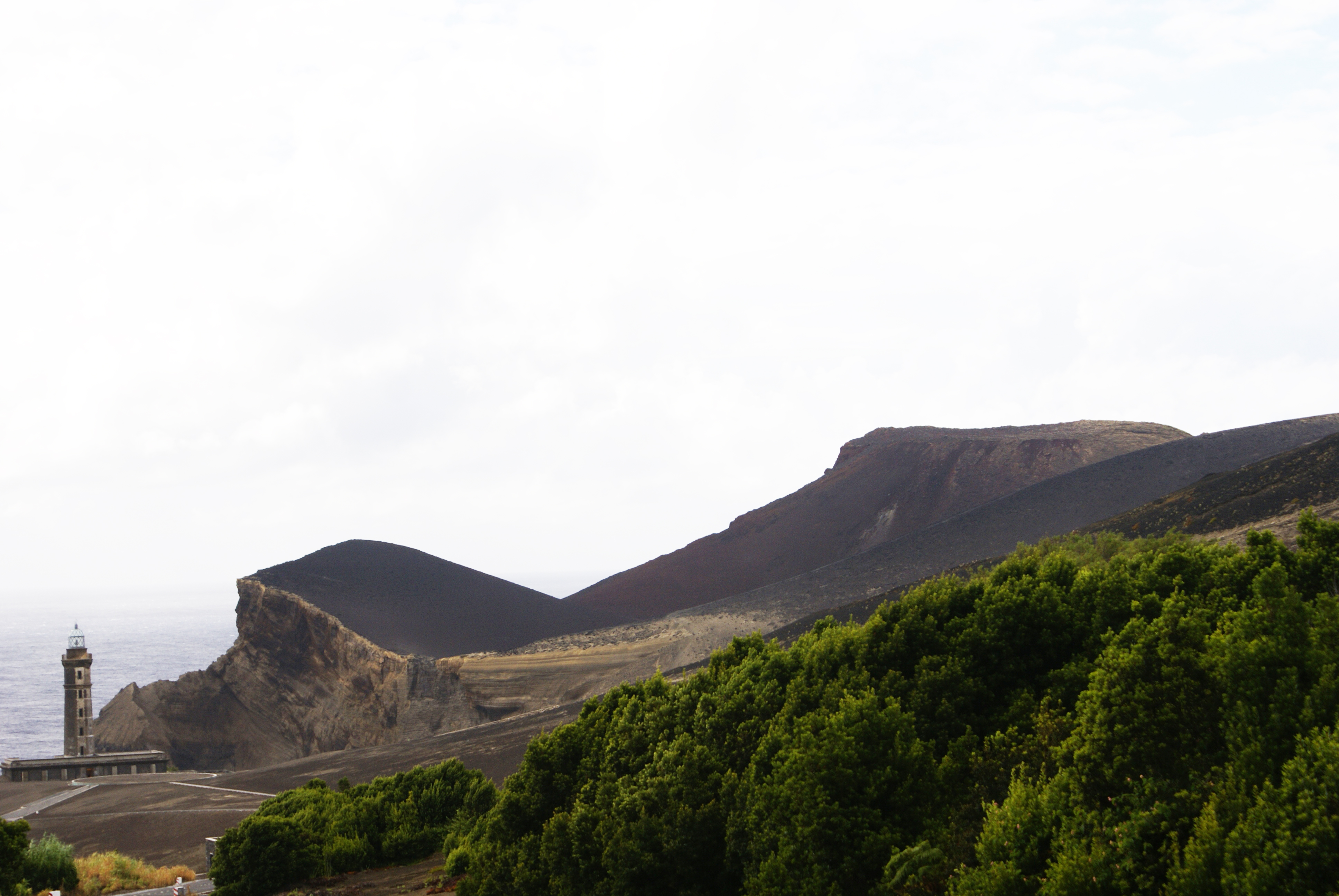
Vulcão dos Capelinhos, aspectos.

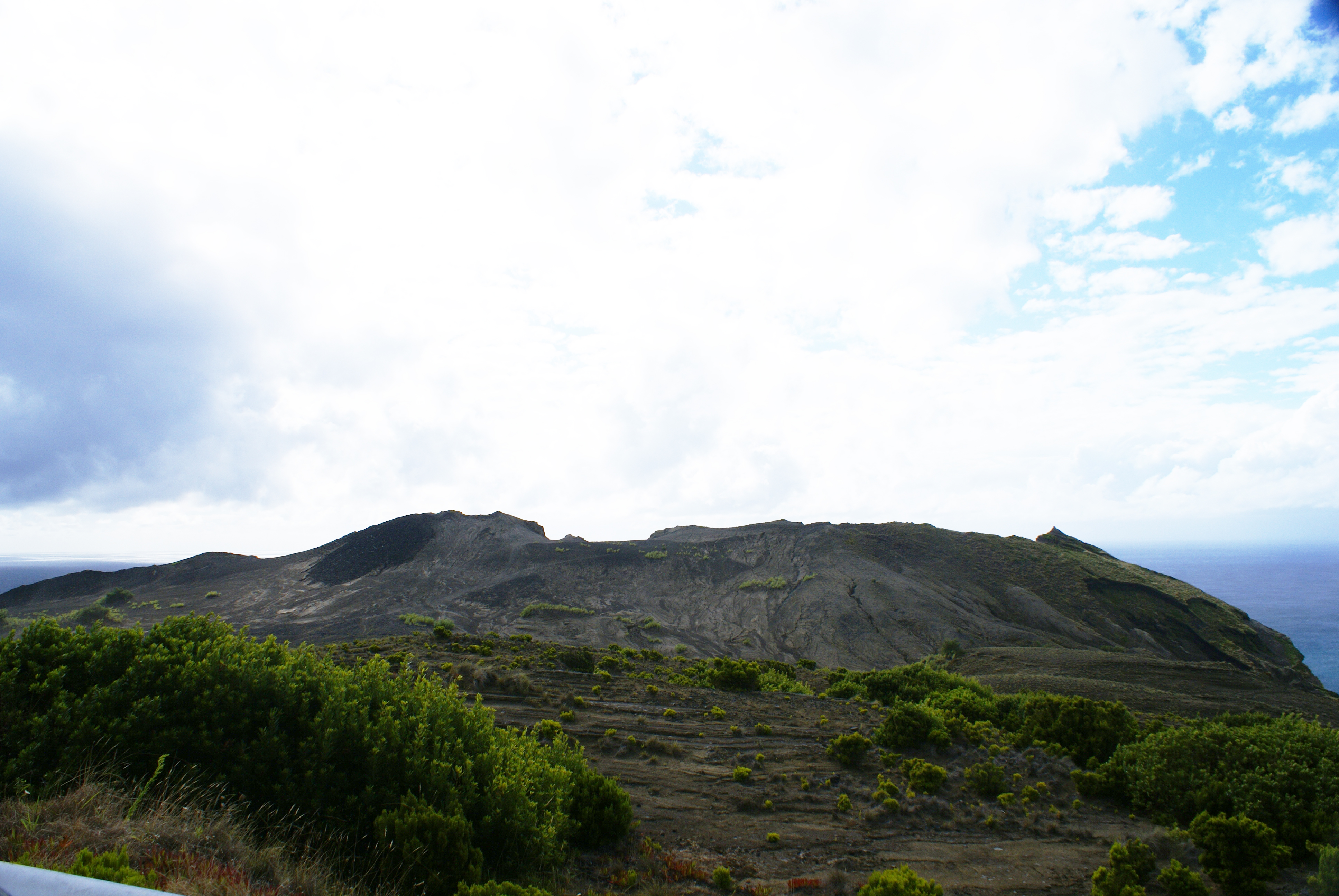
Vulcão dos Capelinhos, aspectos.

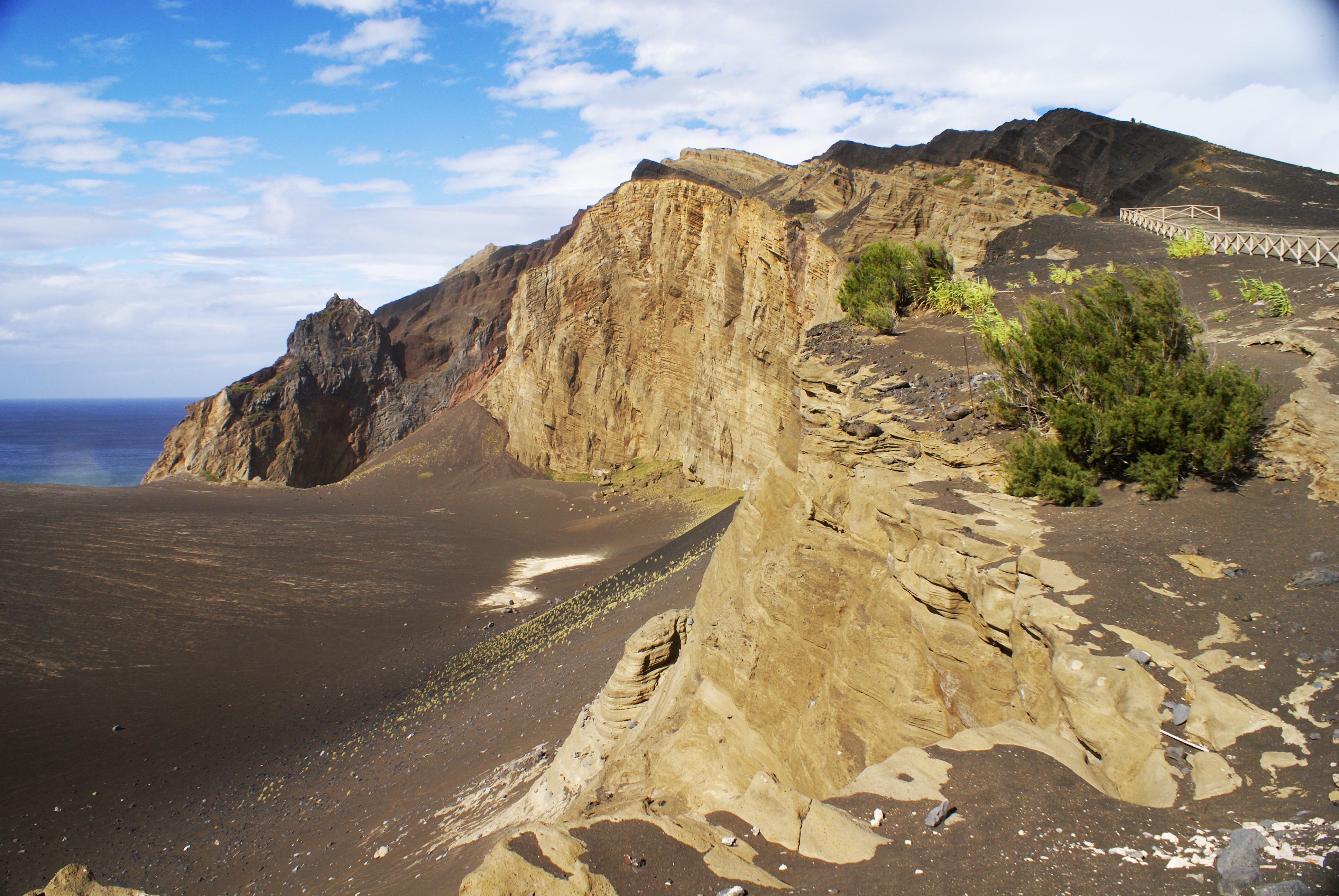
Vulcão dos Capelinhos, aspectos.

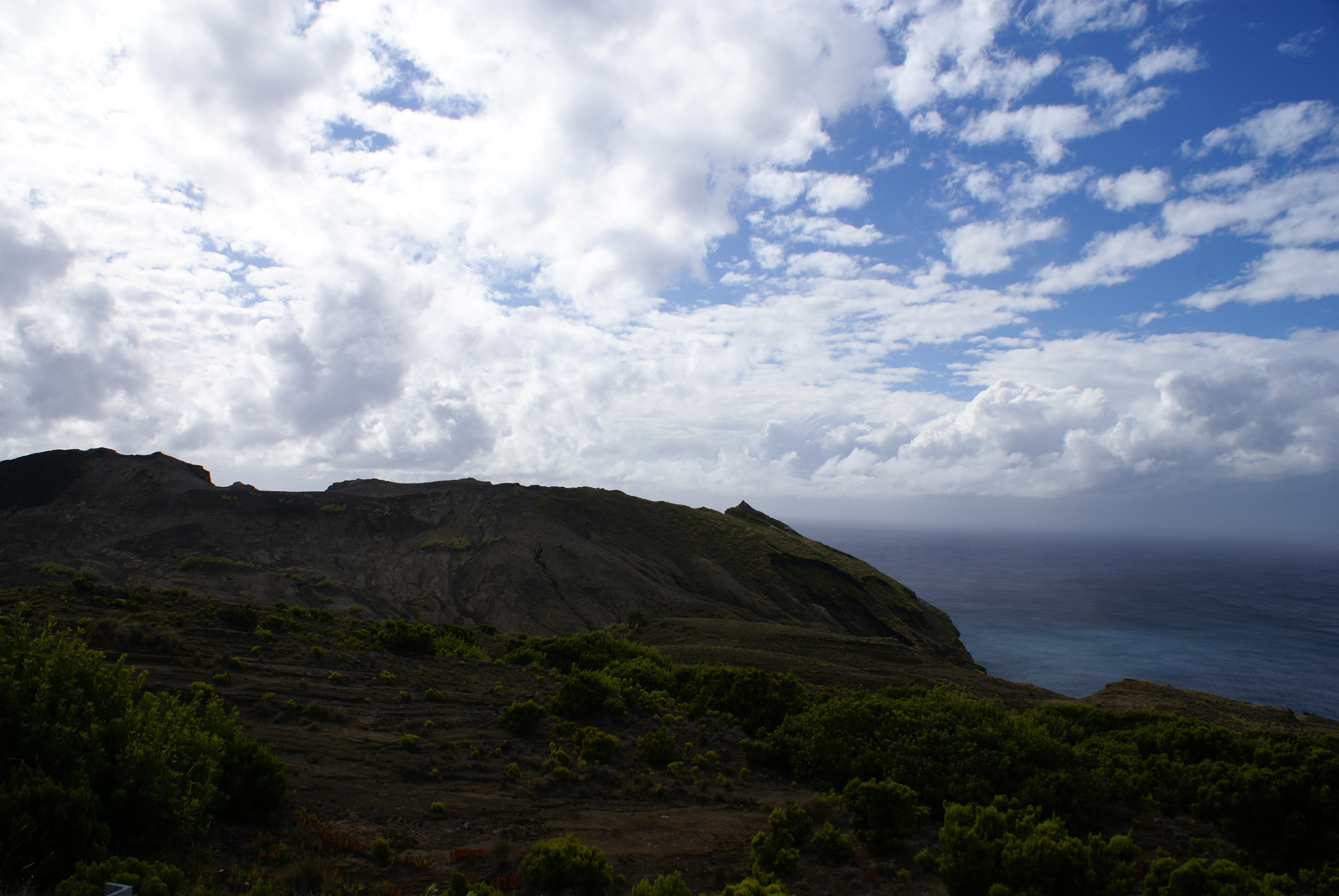
Vulcão dos Capelinhos.

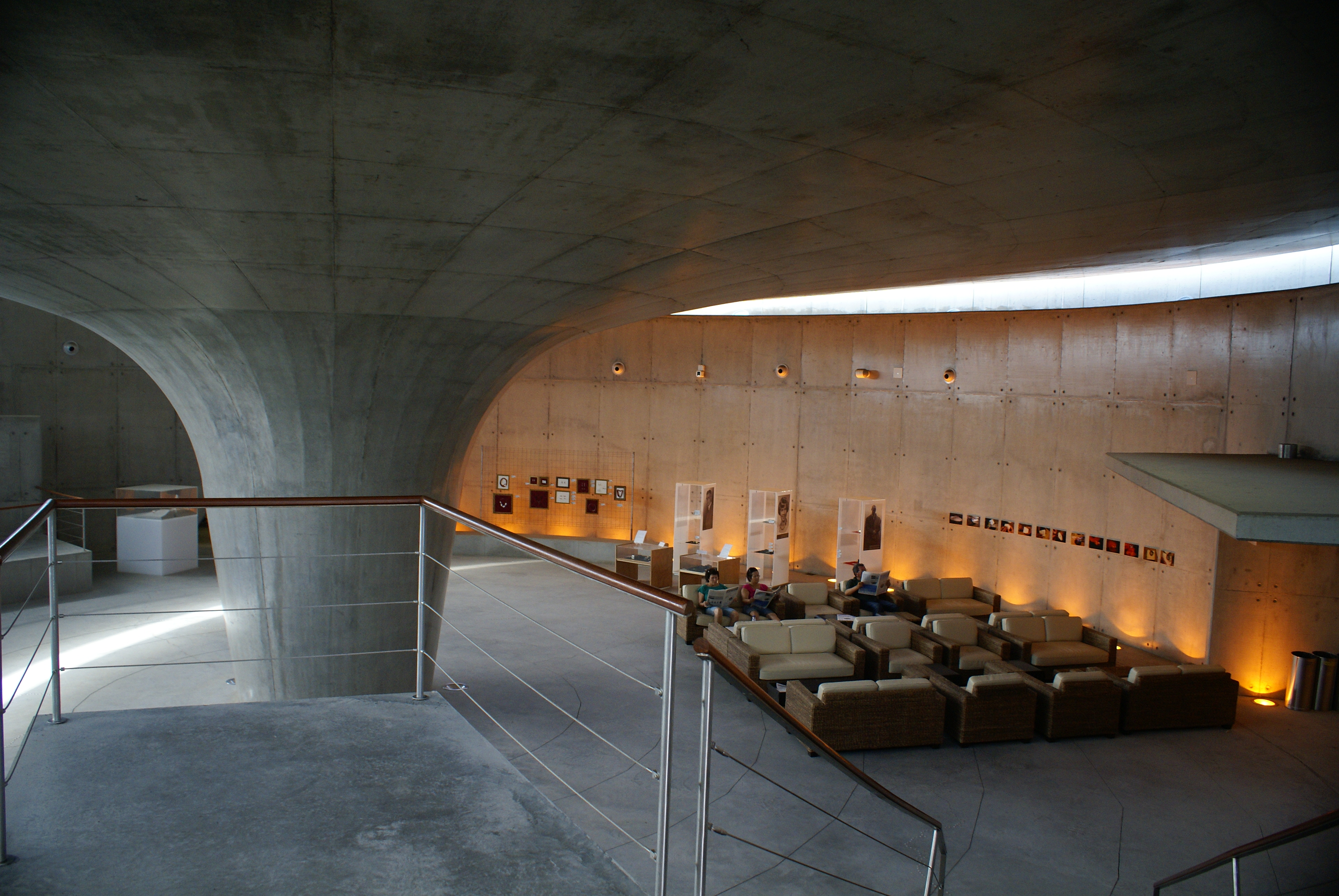
Vulcão dos Capelinhos, Centro Interpretativo do Vulcão (museu subterrâneo do vulcão).

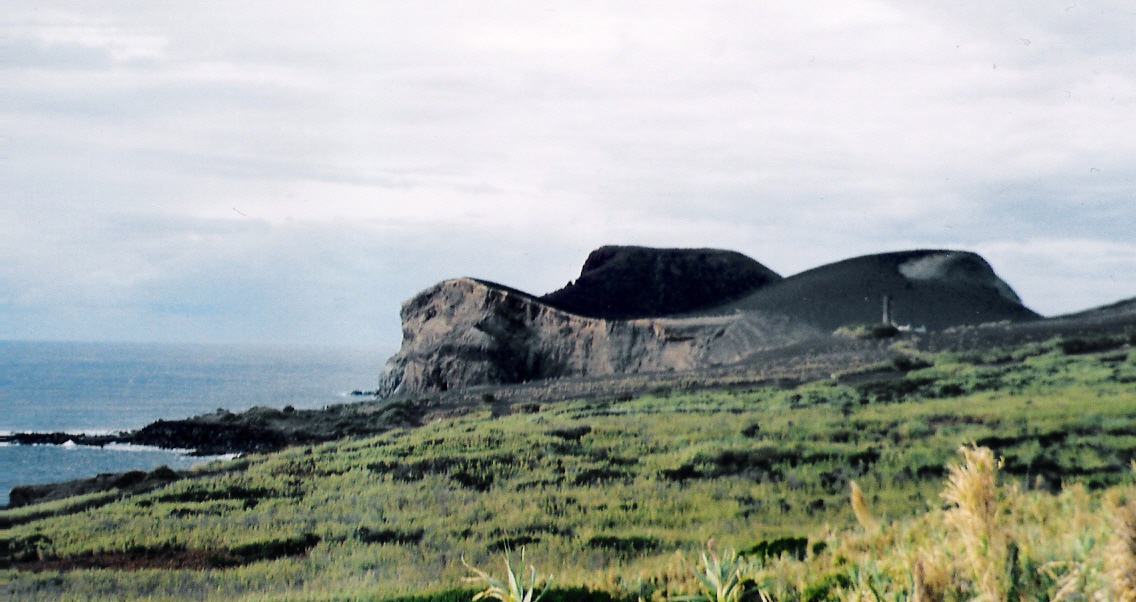
Vulcão dos Capelinhos, agosto de 2005.

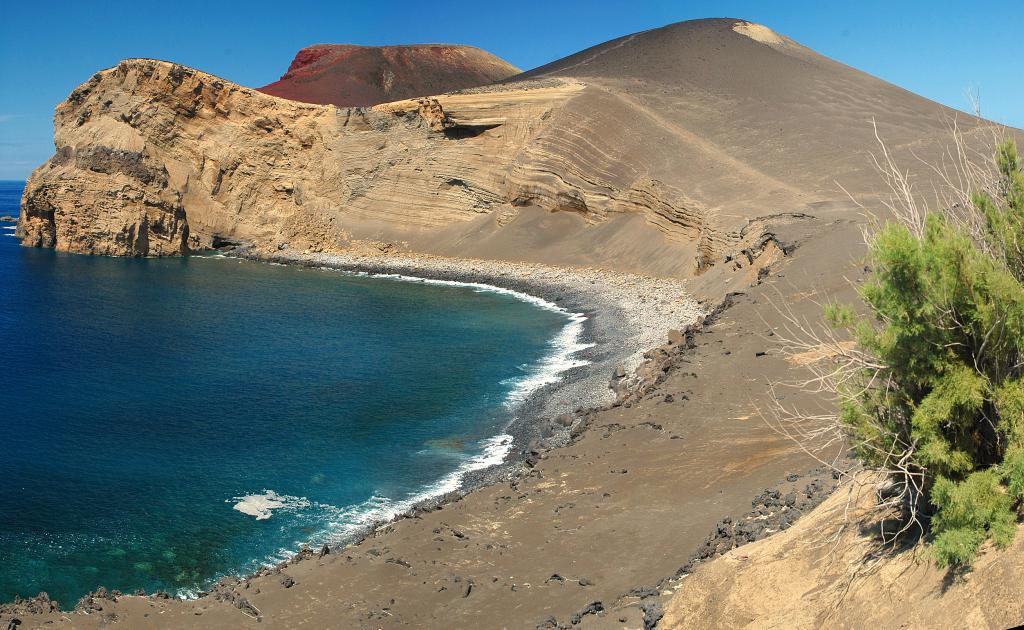
Vulcão dos Capelinhos - vista parcial Ilhéu Pequeno dos Capelinhos.

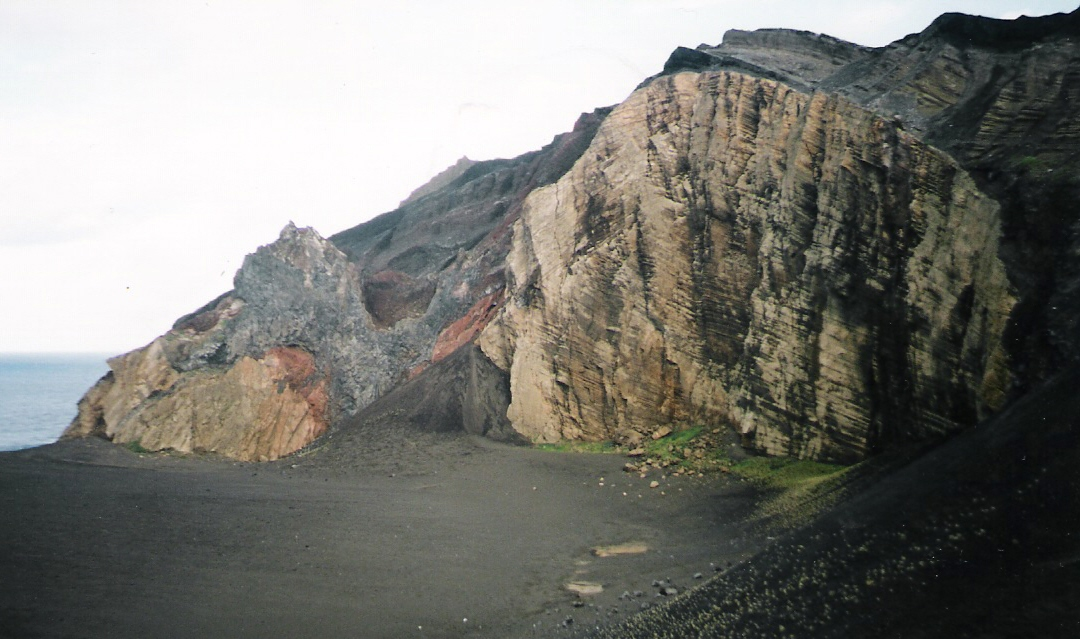
Arriba fóssil do Vulcão do Costado da Nau.

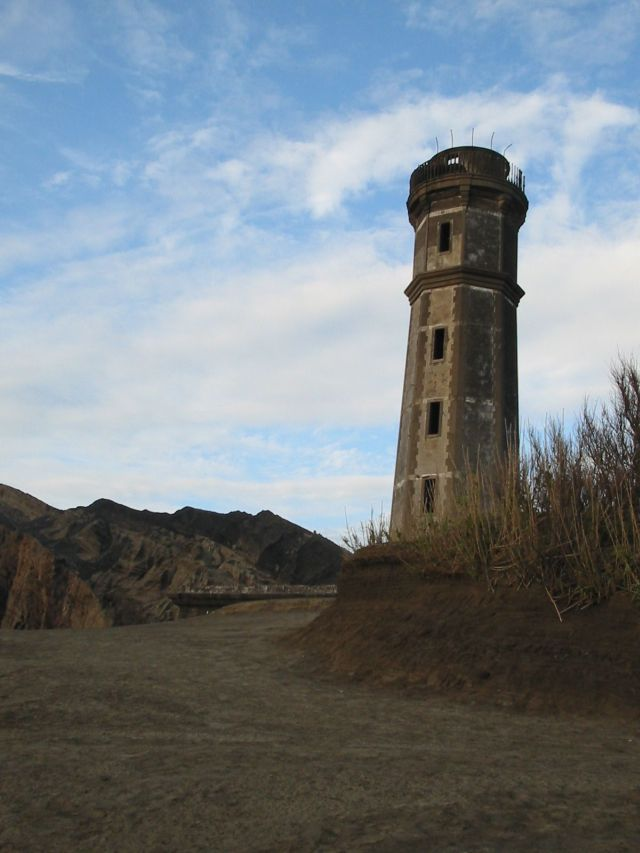
Farol dos Capelinhos

O Vulcão dos Capelinhos, também referido na literatura vulcanológica como Mistério dos Capelinhos, localiza-se na Ponta dos Capelinhos, freguesia do Capelo, na Ilha do Faial, nos Açores. É e uma das atrações turísticas do Atlântico, nomeadamente dos Açores, pela singularidade de sua beleza paisagística, de génese muito recente e quase virgem. 
Geomorfologicamente insere-se na Península do Capelo, constituída por cerca de 20 cones de escórias e respectivos derrames lávicos, ao longo de um alinhamento vulcano-tectónico de orientação geral WNW-ESE. O nome Capelinhos deveu-se à existência de dois ilhéus chamados de "Ilhéus dos Capelinhos" no local, em frente ao Farol dos Capelinhos.
O vulcão manteve-se em actividade por 13 meses, entre 27 de setembro de 1957 e 24 de outubro de 1958. A erupção foi caracterizada por duas fases principais, uma fase submarina (ou surtseiana), caracterizada pela emissão de cinzas vulcânicas e vapor de água e uma fase subaérea que alternou entre períodos mais explosivos, com a emissão de bombas vulcânicas, e períodos mais efusivos, aos quais se associa a emissão de escoadas lávicas.

## Um marco na vulcanologia
O vulcão dos Capelinhos é reconhecidamente um marco na vulcanologia mundial. "Foi uma erupção submarina devidamente observada, documentada e estudada, desde do início até ao fim. Apareceu em condições privilegiadas, junto de uma ilha habitada, com estrada, farol e telefones privativos." - comenta o vulcanólogo Doutor Victor Hugo Forjaz. 
Foi o Eng. Frederico Machado, Director das Obras Públicas, auxiliado pelo Eng. João do Nascimento, e o topógrafo António Dinis, o pioneiro na sua investigação científica. O Director do Observatório de Angra, Tenente-coronel José Agostinho, sobrevoou a erupção. O Observatório Príncipe Alberto do Mónaco, chefiado por Bernardo Almada, emitiu diversos boletins sismológicos de grande valor.
Próximo situava-se o Museu Geológico do Vulcão, inaugurado a 24 de março de 1964, que documentava toda a sua atividade eruptiva e cujo acervo passou para o novo Centro de Interpretação do Vulcão dos Capelinhos. A área em torno do vulcão,  classificada como paisagem protegida de elevado interesse geológico e biológico, integra a Rede Natura 2000, é geossítio do Geoparque Açores junto com o Costado da Nau e foi recentemente classificado como Monumento Natural. O Farol dos Capelinhos foi requalificado e integra hoje o Centro de Interpretação do Vulcão dos Capelinhos,  inaugurado em maio de 2008.
Em resultado da erupção, a área total da ilha (de 171,42 km²) aumentou em cerca de 2,4 km². Actualmente, essa área foi reduzida para cerca de 1/3, devido à natureza pouco consolidada das rochas e à acção erosiva do mar e do vento. 

### Erupção capeliniana
A designação erupção vulcânica do tipo capeliniano, que por direito natural era sua, não foi prontamente patenteada pelos cientistas. Em 1963, no Sul da Islândia, surgiu uma erupção idêntica - o Vulcão Surtsey. Os vulcanólogos ingleses rapidamente adoptaram terminologia surtseyana, quando na verdade deveria ter sido capeliniana.

## Emigração faialense
A crise sísmica associada à erupção vulcânica e a queda de cinzas e materiais de projecção originaram a destruição generalizada das habitações, campos agrícolas e pastagens nas freguesias do Capelo e da Praia do Norte. Não houve perdas humanas a registar. Beneficiando da solidariedade demonstrada pelos Estados Unidos, milhares de sinistrados faialenses - e não poucos açorianos de outras proveniências - aproveitaram a quota especial de emigração concedida (por persistente diligência do congressista estadual Joseph Perry Júnior e dos Senadores federais John O. Pastore, de Rhode Island, e John F. Kennedy, de Massachusetts, que pouco depois seria eleito Presidente dos Estados Unidos) e procuraram refazer as suas vidas naquele país. Foi a 2 de setembro de 1958, aprovado o "Azorean Refugee Act" autorizando a concessão de 1,5 mil vistos. A quebra demográfica na ordem de cerca de 30%, contribuiu para uma melhoria de vida na população residente, a nível de mais oportunidades de trabalho e melhoria dos salários.

## Crise sísmica e erupção
De 16 a 27 de setembro de 1957, registou-se uma crise sísmica na ilha com mais de 200 sismos, de intensidade não superior a grau V da Escala de Mercalli. No dia 27 de setembro de 1957, a água do mar começou a fervilhar. Três dias depois, a actividade aumentou intensamente havendo emissão de jatos negros de cinzas vulcânicas com cerca de 1 000 metros de altura (atingindo a altitude máxima de 1 400 metros) e uma nuvem de vapor de água que subia por vezes a mais de 4 000 metros.
A 27 de setembro, teve início pelas 06.45 horas uma erupção submarina, a 300 metros da Ponta dos Capelinhos (ou seja, a 100 metros dos Ilhéus dos Capelinhos). A partir de 13 de outubro, a emissão de gases e as explosões de piroclastos, ainda que violentas, passaram a ser menos frequentes. Estas foram rapidamente sucedidas por explosões violentas, atirando bombas de lava e grandes quantidade de cinzas para o ar, enquanto que, por baixo, correntes de lava escorriam para o mar. A erupção continuou intensa até 29 de outubro, com constantes chuvas de cinzas sobre o Faial que destruíram culturas agrícolas e forçaram a evacuação das populações das zonas mais próximas do vulcão.
A erupção evoluiu formando primeiro uma pequena ilha a 10 de outubro, chamada de "Ilha Nova" (ou "Ilha do Espírito Santo"), com 600 metros de diâmetro e 30 metros de altura, ficando com a cratera aberta ao oceano. Dada a temperatura, a emissão de materiais revelou um tom acinzentado. A ilha atingiria por fim os 800 metros de diâmetro e 99 metros de altura. Esta primeira pequena ilha afundou-se na cratera, no dia 29 de outubro.
Munido da sua câmara de filmar, Carlos Tudela e Vasco Hogan Teves, repórteres da RTP, desembarcaram a 13 de outubro na ilha recém-nascida, na vertente do vulcão activo. Acompanhado do jornalista Urbano Carrasco, do Diário Popular, arriscaram as suas vidas num pequeno barco a remos (movido por Carlos Raulino Peixoto) para colocar a bandeira nacional na "Ilha Nova".
A 4 de novembro de 1957, a erupção vulcânica recomeça e rapidamente se formou uma nova ilha. Com a formação de um istmo, no dia 12 de novembro, a ilha ligou-se à ilha do Faial. A actividade eruptiva aumentou progressivamente, atingindo o seu máximo na primeira quinzena de dezembro, surgindo um segundo cone vulcânico. A 16 de dezembro, depois de uma noite de chuvas torrenciais e abundante queda de cinzas, cessou a actividade explosiva e começou a efusão de lava incandescente, a que se juntaram, três dias depois, as explosões com jactos de cinzas e muitos blocos de pedra. Precisamente no dia 29 de dezembro, a actividade eruptiva conheceu uma nova e breve pausa.
De janeiro a abril de 1958, reapareceram jatos pontiagudos de cinzas, geralmente acompanhados de fumos brancos ou acastanhados. Em março, os Ilhéus dos Capelinhos já haviam desaparecido definitivamente sob manto das cinzas e areias, tendo estas formado dois areais de apreciável dimensão, chegando a atingir vários metros de espessura junto ao farol e nas áreas adjacentes, o que levou ao soterramento de casas e à ruína dos telhados de muitas habitações próximas, ainda hoje visíveis.
No início de 1958, John Scofield, repórter da revista National Geographic, e o famoso fotógrafo Robert F. Sisson, passaram um mês a documentar as várias fases da erupção.
Depois da violenta crise sísmica na noite de 12 para 13 de maio, em que houve mais de 450 sismos, a erupção dos Capelinhos sofreu reajustamentos profundos no edifício vulcânico e na estrutura tectónica. A partir de 14 de maio, a actividade passou ao tipo estromboliano, com fortes ruídos, acompanhados de ondas infra-sónicas que fizeram estremecer portas e janelas em toda a ilha e, por vezes, nas ilhas próximas, e com a projecção de fragmentos de lava incandescente que iam a mais de 500 metros de altura. Também nesse dia, surgiram fumarolas no fundo da Caldeira (vulcão central da ilha), que emitiam vapor de água com cheiro a enxofre e com lama em ebulição.
A erupção constituiu "um espectáculo grandioso", um misto de belo e horrendo que jamais será esquecido por quem o presenciou. É legado transmitido para as gerações seguintes. A erupção prosseguiu por mais uns meses, consistindo em explosões moderadas do tipo estromboliano com várias correntes de lava, a última das quais a 21 de outubro, sendo observado no dia 24 de outubro, pela última vez a emissão de fragmentos incandescentes.

## Fauna
Nesta área nidificam aves marinhas protegidas como o cagarro (Calonectris borealis), o garajau-comum (Sterna hirundo), sendo ainda o único local de nidificação, na ilha, do garajau-rosado (Sterna dougallii).

## Protecções e nomeações
O acesso ao vulcão está condicionado pela Portaria n.° 67/2018, de 21 de junho.
Pode observar esta área protegida ao percorrer o trilho Cabeço do Canto (PRCO1FAI) e merece visita o Centro de Interpretação do Vulcão dos Capelinhos, nomeado pelo European Museum Forum para para melhor museu da Europa no ano de 2012 (EMYA - European
Museum of the Year Award).
A cordilheira central da península do Capelo, o Vulcão dos Capelinhos e Costado da Nau constituem geossítios do Geoparque Açores - Geoparque Mundial da UNESCO.
Esta área integra uma Zona de Proteção Especial (ZPE) e duas Zonas Especiais de Conservação (ZEC) no âmbito da Rede Natura 2000 e Áreas Importantes para as Aves e Biodiversidade (IBA) da organização BirdLife International. 
Parte da sua envolvente marinha está classificada como Área Protegida de Gestão de Recursos e a sua periferia oeste confina com o Monumento Natural do Vulcão dos Capelinhos.
Em 2011, o Parque Natural do Faial foi considerado um destino EDEN (European Destinations of Excellence - Destinos Europeus de Excelência) pela Comissão Europeia.